# پولاد اسماعیلی
پولاد اسماعیلی خواننده موسیقی محلی و شروه‌خوان مشهور جنوب ایران.

## زندگینامه
زندگینامه از زبان پولاد اسماعیلی:
«پولاد اسماعیلی فرزند محمد دارای شماره شناسنامه ۳۱۸ صادره از دشتی متولد ۱۳۳۸/۰۵/۱۲ محل تولد روستای احشام قایدها از توابع شهرستان دشتی هستم. دوران ابتدایی را در روستای فقیه حسنان و دوران راهنمایی و دبیرستان را در شهر خورموج گذراندم و پس از آن به خدمت مقدس سربازی اعزام شدم در آن زمان چون جنگ ایران و عراق شروع شده بود دوشادوش رزمندگان پرتوان خدمت سربازی را انجام دادم تا اینکه سال ۱۳۶۲ به استخدام آموزش و پرورش درآمدم و در شغل شریف معلمی به مدت ۲۳ سال انجام وظیفه نمودم و به علت بیماری که داشتم نتوانستم خدمت در آموزش و پرورش را به پایان برسانم و با طرح بازنشستگان پیش از موعد بازنشسته شدم. در سال ۱۳۷۲ازدواج نمودم و دارای دو فرزند بنام‌های مهدیه و محمدحسین می‌باشم.»
علاقه به شروه
شروه در مردم دشتی نهفته است و در این منطقه مردم با شروه، لالایی، نوحه پامنبری و چاوشی از کودکی مانوس هستند و برخی صدای جذابی دارند و معمولا اغلب مردم چاوش خوان و شروه خوان هستند و من هم از کودکی شروه در گوشم زمزمه می شد و حتی در دوره دانش آموزی و کودکی شروه را زمزمه می کردم .

## سوابق هنری
وی از سال ۶۵ شروع به خواندن شروه نمود و تا کنون ۶ نوارکاست از وی منتشر و توزیع شده است.
این شروه خوان مشهور به مناسبتهای مختلف و در مکانهای زیادی در داخل و خارج از کشور اقدام به اجرای شروه با صدای دلنشینش نموده است که از جمله در داخل می‌توان به خواندن شروه در آرامگاه امام خمینی و در خارج از کشور می‌توان به اجرای شروه در پاریس پایتخت کشور فرانسه اشاره کرد.

## فستیوال موسیقی در فرانسه
فرانسه در فصل پاییز به برپایی فستیوالهای موسیقی از نمایندگان کشورهای مختلف دنیا اقدام می‌کند که در سال ۷۹ از ایران گروه موسیقی محلی بوشهر به سرپرستی سعید شنبه زاده به همراه پولاد اسماعیلی در آنجا به نمایش هنرهای بومی استان از جمله نی انبان، سنج و شروه پرداختند که مورد استقبال بی نظیری قرار گرفتند.

## بیماری  تنفسی  پولاد اسماعیلی
بیش از ده سال است که پولاد اسماعیلی به علت مبتلا شدن ناگهانی به بیماری شدید تنفسی قادر به شروه خوانی نمی‌باشد و به همین علت هوادارانش از صدای دلنشینش طی این مدت بی بهره مانده‌اند.
روند بیماری او تا آنجا پیش رفته که به گفته خودش دیدار با بستگان و دوستان هم برایش سخت شده است؛ با توجه به اینکه وی در کسوت معلمی انجام وظیفه می‌نمود، بر اثر وضعیت نامناسب جسمی امکان حضور در کلاسهای درس نیز برایش میسر نبود بنابرین تصمیم گرفت با توجه به سابقه خدمتی که داشت تقاضای بازنشستگی نماید. آخرین مراسمی که وی در آن به شروه خوانی پرداخت به بهمن ماه سال ۸۲ بر می‌گردد که در جزیره خارگ و به مناسبت دهه فجر برگزار شد.
شروه خوانان مشهور استان بوشهر در قالب گروهی به نام گروه شروه خوانی فایز فعالیت داشتند که در غیاب پولاد اسماعیلی این گروه نیز رونق چندانی ندارد.